# حديقة إنداو رومبين الوطنية
حديقة إنداو رومبين الوطنية هي ثاني أكبر حديقة وطنية في ماليزيا بعد تامان نيجارا وتقع على الحد الفاصل بين ولايتي جوهور وباهانج.وتمتد هذه الحديقة على مساحة تبلغ حوالي 870 كيلو متر مربع، ويتدفق عبرها نهري إنداو ورومبين ومن هنا جاء اسمها. وتقع داخل كتلة صخرية في السفوح الجنوبية لتلال تيناسيريم، وتمتد بين منطقتي سيغامات وميرسينغ في شمال شرق جوهور ومنطقة رومبين في جنوب باهانج. ويقع داخلها ثاني أعلى قمة في جوهور. ولها مدخلين رئيسين، مدخل كامبونج بيتا على الجهة الشمالية، ومدخل سيلاي على الجهة الجنوبية الغربية في منطقة سيغامات.
تُغلق أبواب الحديقة خلال الفترة من نوفمبر حت مارس من كل عام بسبب الرياح الموسمية الشديدة ، ويحظر الصيد فيها خلال موسم التزاوج من سبتمبر حتى أكتوبر.

## تاريخها
في عام 1892 تم إجراء أول دراسة علمية للمنطقة على يد إتش دبليو ليك والملازم إتش جي كيلسال. وبناءً على هذه الدراسة تم اعتماد الحديقة كمحمية غابات في الجريدة الرسمية عام 1933. وفي عام 1972 توصلت الحكومة الفيدرالية إلى اقتراح لحماية 2000 كيلومتر مربع على المستوى الفيدرالي كمنتزه وطني.
وفي عام 1980، أقر البرلمان الماليزي قانون المتنزهات الوطنية، إلا أن الخلاف بين السلطات الفيدرالية وسلطات الولايات حال دون إنشاء حديقة وطنية في المنطقة في ذلك الوقت.وبعد قرابة الخمس سنوات اقترحت إدارة الحياة البرية والمتنزهات الوطنية تقريبًا نفس المناطق التي سيتم نشرها في الجريدة الرسمية كمحمية للحياة البرية لحماية وحيد القرن السومطري المهدد بالإنقراض، وفي عام 2022 تم إعلان حديقة إنداو رومبين الوطنية حديقة تراثية لرابطة أمم جنوب شرق آسيا.

## النباتات والحيوانات
تعتبر حديقة إنداو رومبين من أقدم مجمعات الغابات الإستوائية المطيرة في العالم، وتتميز بتكوينات صخرية يبلغ عمرها حوالي 248 مليون سنة. يتواجد فيها العديد من الحيوانات والنباتات لذا تعد الحديقة موطناً لأنواع عديدة من الطيور والثدييات والضفادع والحشرات فضلاً عن مجموعة أخرى رائعة من الأعشاب والنباتات الطبية ومجموعة متنوعة من الأشجار. ويتوطن فيها النمر الماليزي، نمرالهند الصينية، القط الذهبي الآسيوي، القط النمر، الفيل الآسيوي، دب الشمس، غزال السامبار، قرد الأوراق الداكن، وضفدع جولوم الموجود فقط فيها وغيرها الكثير من الحيوانات. وكانت تضم أكبر عدد من أنواع وحيد القرن السومطري المههد بالإنقراض في شبه جزيرة الملايو ولكنه انقرض من ماليزيا بأكملها في الوقت الحالي.